# Rudolf Zajac
Rudolf Zajac (* 9. února 1951 Bratislava) je slovenský lékař a politik, v letech 2002-2006 ministr zdravotnictví SR v druhé vládě Mikuláše Dzurindy za stranu Aliancia nového občana, poslanec Národní rady SR, později politik Občanské konzervativní strany.

## Biografie
Vystudoval Lékařskou fakultu Univerzity Komenského, získal atestaci z urologie. V letech 1975-1990 působil jako lékař ve Fakultní nemocnici v Bratislavě na urologickém oddělení. V letech 1990-2001 byl ředitelem firmy Tatra Alpine, a.s. Bratislava. V období říjen 2002 - červenec 2006 působil na postu ministr zdravotnictví SR v druhé vládě Mikuláše Dzurindy. Zároveň byl tehdy vslovenských parlamentních volbách roku 2002 zvolen do Národní rady SR za stranu Aliancia nového občana. Mandát ale fakticky neuplatňoval kvůli svému vládnímu postu a v parlamentu jej zastupoval náhradník.
Za jeho působení na ministerstvu proběhly významné a politicky kontroverzní reformy. Došlo k zavedení poplatků za návštěvu u lékaře a za pobyt v nemocnici, transformací prošly zdravotní pojišťovny i některé nemocnice. Později se stal členem Občanské konzervativní strany. Jeho bratr Petr Zajac byl jejím dlouholetým předsedou. V roce 2011 se Rudolf Zajac uvádí jako předseda její programové rady. V roce 2010 se objevily informace, že by mohl být opět ministrem zdravotnictví ve vládě Ivety Radičové, ale podle jeho vlastních slov to odmítly ostatní koaliční strany.
Je ženatý, má dvě děti.